# Макарий (Даев)
Архиепи́скоп Мака́рий (в миру Серге́й Константи́нович Да́ев; 21 июня 1888, села Петровское, Московская губерния — 13 января 1960) — епископ Русской православной церкви, архиепископ Можайский, викарий Московской епархии.

## Биография
Родился 21 июня 1888 года в семье священника села Петровского (ныне Щёлковский район Московской области).
В 1911 года окончил Вифанскую духовную семинарию и назначен учителем церковно-приходской школы Богородского уезда.
В 1912 году рукоположен в сан иерея к Троицкому храму в селе Троице-Сельцы Московского уезда. Одновременно состоял законоучителем в Сухоревской и Горкинской школах. Служил настоятелем храма до 1930 года.
В начале 1930-х годов протоиерей, настоятель церкви Владимирской иконы Божией Матери в городе Мытищи до передачи её обновленцам в 1935 году. Обновленцы предложили о. Сергию присоединиться к ним, но тот отказался и был перемещён к храму Рождества Богородицы в селе Анискино Щёлковского района.
С 1937 года священствовал в Москве и тогда же начал работать в канцелярии Митрополита Сергия (Старогородского).
С 1941 года настоятель Ризоположенской церкви на Донской улице в Москве. В октябре 1941 года, при эвакуации Патриархии, оставлен в Москве в помощь архиепископу Волоколамскому Алексию (Палицыну), назначенному митрополитом Московским Сергием заведовать «церковными делами по г. Москве».
В 1944 году — помощник митрополита Крутицкого Николая (Ярушевича).
Овдовел. 2 мая 1944 года епископом Дмитровским Иларием (Ильиным) пострижен в монашество с именем Макарий в Крестовой церкви Патриархии.
Был избран епископом Можайским, викарием Московской епархии, с оставлением настоятелем Ризоположенской церкви.
12 мая состоялось наречение во епископа Можайского. 14 мая 1944 года в Ризоположенской церкви хиротонисан во епископа Можайского, викария Московской епархии. Хиротонию совершили: Патриарх Московский и всея Руси Сергий, митрополит Ленинградский и Новгородский Алексий (Симанский), митрополит Крутицкий Николай (Ярушевич) и епископ Дмитровский Иларий (Ильин). Это было последнее богослужение Патриарха Сергия: на следующий день он скончался.
Награждён светской медалью «За доблестный труд в Великой Отечественной войне 1941—1945 годов».
20 июня 1946 года назначен председателем Хозяйственного управления при Св. Синоде, с 1948 года одновременно председатель Пенсионного комитета.
С 1949 года в его ведении также находился Малый собор Донского монастыря, где был погребён Патриарх Тихон.
25 февраля 1951 года возведён в сан архиепископа.
В декабре 1952 года командирован в Казань на погребение архиепископа Казанского и Чистопольского Сергия (Королёва).
22 марта 1953 года награждён Патриархом Антиохийским Александром III орденом святых первоверховных апостолов Петра и Павла.
В 1955 году, в Радоницу, помогая духовенству своего храма при поминовении усопших, архиепископ Макарий, переутомлённый длительными предыдущими богослужениями, упал без сознания.

Могила архиепископа Макария на Ваганьковском кладбище.

25 февраля 1957 года «во внимание к исполнившемуся 45-летию ревностного служения Церкви Божией в священном сане» года награждён правом ношения креста на клобуке.
В марте 1958 года отпевал архиепископа Калининского и Кашинского Варсонофия (Гриневича) и 3 месяца временно управлял Калининской епархией.
В мае 1958 года участвовал в праздновании 40-летия восстановления патриаршества (встречал делегацию Финляндской Православной церкви). 14 мая совершил литию по патриарху Тихону (Беллавину) на его могиле в Малом соборе бывш. Донского монастыря, в присутствии всех церковных делегаций.
После принятия 16 октября 1958 года Советом Министров СССР постановления «О налоговом обложении доходов предприятий епархиальных управлений, а также доходов монастырей» безуспешно убеждал Совет по делам РПЦ «в необходимости отменить акты, подрывающие всю экономическую жизнь церкви».
В сентябре 1959 года «паралич опять уложил больного в постель».
По воспоминанием С. И. Фуделя "Однажды Владыка, когда о. Николай (Голубцов) длительно болел, выразил свое недовольствие по поводу этого и даже сказал. что такие священники ему в Москве не нужны. Для объяснения состояния о. Николая к Владыке поехала жена о. Николая, которая потом мне рассказывала: «Когда я увидела, что никакие медицинские доводы не действуют, я рассердилась и сказала: „В таком случае в Вас нет ни христианской любви, ни сталинской заботы о человеке“. Но тут же надо добавить, что когда Владыка Макарий через некоторое время лежал на своем смертном одре где-то под Москвой, то он вызвал к себе для напутствия не кого иного, как именно отца Николая, и тот был рядом с ним до его смерти».
Скончался 13 января 1960 года. Заупокойную литургию и отпевание почившего в Ризоположенском храме совершили митрополит Николай (Ярушевич), епископы Арсений (Крылов) и Дмитровский Пимен (Извеков). Похоронен на Ваганьковском кладбище (1 уч.).

## Публикации
- Антифашистские выступления христианского духовенства // Правда о религии в России. — М. 1942. — C. 297—304.
  - Антифашистские выступления христианского духовенства // Журнал Московской Патриархии. 1975. — № 7. — C. 10-12.